# 路易吉·科門西尼
路易吉·科門西尼（Luigi Comencini）是一位義大利電影導演。他與迪諾·里西、馬里奧·莫尼切利、南尼·洛伊和埃托雷·斯科拉一起成為義大利喜劇大師之一。
他的女兒克里斯蒂娜·科門西尼和弗朗西斯卡·科門西尼都是電影導演。

## 外部連結
- Luigi Comencini在互联网电影资料库（IMDb）上的資料（英文）